# Brendan Bellomo
Brendan Bellomo (Palo Alto, 20 settembre 1984) è un regista, sceneggiatore, produttore cinematografico, effettista e montatore statunitense, candidato al Premio Oscar al miglior documentario per Porcelain War.

## Biografia
Brendan Bellomo ha frequentato la Tisch School of the Arts dell'Università di New York. Durante questo periodo ha diretto il cortometraggio di fantascienza Bohemibot, vincitore di uno Student Academy Award. Successivamente, ha diretto, sceneggiato e prodotto altri cortometraggi, oltre a lavorare come effettista a film come Thrive: What on Earth Will It Take? e Re della terra selvaggia. Nel 2025 è stato candidato al Premio Oscar al miglior documentario per Porcelain War, diretto assieme a Slava Leont'jev.

## Filmografia

### Regista

#### Cinema
- Porcelain War, co-diretto con Slava Leont'jev (2024)

#### Cortometraggi
- Got Nice? (2003)
- Dream Sweeper (2004)
- Bohemibit (2009)
- Somewhere Else (2011)
- Extra Ordinary (2019)

### Sceneggiatore

#### Cinema
- Chupa, regia di Jonás Cuarón (2023)

- Porcelain War, regia di Brendan Bellomo e Slava Leont'jev (2024)

#### Cortometraggi
- Got Nice?, regia di Brendan Bellomo (2003)
- Dream Sweeper, regia di Brendan Bellomo (2004)
- Bohemibit, regia di Brendan Bellomo (2009)
- Somewhere Else, regia di Brendan Bellomo (2011)
- Extra Ordinary, regia di Brendan Bellomo (2019)

### Produttore

#### Cinema
- Chupa, regia di Jonás Cuarón (2023)

#### Cortometraggi
- Got Nice?, regia di Brendan Bellomo (2003)
- Dream Sweeper, regia di Brendan Bellomo (2004)
- Somewhere Else, regia di Brendan Bellomo (2011)

### Effettista

#### Cinema
- Trophy Kids, regia di Josh Sugarman (2011)
- Thrive: What on Earth Will It Take?, regia di Steve Gagné e Kimberly Carter Gamble (2011)
- Re della terra selvaggia (Beasts of the Southern Wild), regia di Benh Zeitlin (2012)
- Gloria Jesus, regia di Xavier Nellens (2014)
- The Brooklyn Banker, regia di Federico Castelluccio (2016)
- One Fall, regia di Marcus Dean Fuller (2016)
- 12 Feet Deep, regia di Matt Eskandari (2017)
- Porcelain War, regia di Brendan Bellomo e Slava Leont'jev (2024)

#### Cortometraggi
- Got Nice?, regia di Brendan Bellomo (2003)
- Dream Sweeper, regia di Brendan Bellomo (2004)
- Bohemibit, regia di Brendan Bellomo (2009)
- The Turing Love Affair, regia di Natasha Kermani (2010)
- Tanked, regia di Razan Ghalayini (2011)
- Somewhere Else, regia di Brendan Bellomo (2011)
- La Ricetta, regia di Jason Noto (2012)
- 50 Shades of Greige, regia di Matthew Shattuck (2016)

### Montatore

#### Cinema
- Porcelain War, regia di Brendan Bellomo e Slava Leont'jev (2024)

#### Cortometraggi
- Got Nice?, regia di Brendan Bellomo (2003)
- Dream Sweeper, regia di Brendan Bellomo (2004)
- Bohemibit, regia di Brendan Bellomo (2009)
- Somewhere Else, regia di Brendan Bellomo (2011)

### Direttore della fotografia
- Got Nice?, regia di Brendan Bellomo - cortometraggio (2003)
- The Undertaker, regia di Swati Kapila - cortometraggio (2008)
- Antechrist, regia di Michael J. Herbert - cortometraggio (2009)

## Riconoscimenti
- Premio Oscar
  - 2025 - Candidatura al miglior documentario per Porcelain War